# Pierluigi Marzorati
Pierluigi Marzorati, född 12 september 1952 i Figino Serenza, Italien, är en italiensk basketspelare som tog tog OS-silver 1980 i Moskva. Detta var Italiens första basketmedalj i OS, och det kom att dröja till baskettävlingarna vid OS 2004 i Aten innan nästa medalj - ett silver - togs. Han är med i FIBA Hall of Fame.